# Бахрамов, Тофик Бахрам оглы
То́фик Бахра́м оглы Бахра́мов (азерб. Tofiq Bəhram oğlu Bəhramov; 29 января 1925, Шуша — 26 марта 1993, Баку) — советский футбольный судья, приобретший известность благодаря засчитанному им голу в финале чемпионата мира 1966 года. Футбольный судья всесоюзной (1958) и международной категории (1965). Заслуженный тренер Азербайджанской ССР (1962). Заслуженный деятель физической культуры и спорта Азербайджанской ССР (1966). Почётный судья по спорту СССР (1980). 13 раз входил в список лучших судей СССР.
Он стал вторым советским судьёй, судившим на чемпионатах мира по футболу, после Николая Латышева. Был первым советским судьёй, судившим финалы еврокубков. В 1972 году обслуживал в рамках Межконтинентального кубка матч между аргентинским «Индепендьенте» и нидерландским «Аяксом». В том же году судил первый в истории финальный матч розыгрыша Кубка УЕФА между английскими клубами «Тоттенхэм Хотспур» и «Вулверхэмптон Уондерерс».

## Биография
Родился 29 января 1925 года в Шуше, в квартале «Чухур» (однако во многих источниках, даже энциклопедиях, место его рождения указано неверно). Детские годы Бахрамова прошли в Шуше. Затем в связи с работой отца ему пришлось переехать сначала в Агдам, а через некоторое время — в Баку. Отец Бахрамова Бахрам был из интеллигентной семьи, получил высшее образование в Петербурге, неоднократно был репрессирован. Мать, Сария Сеидбейли — из азербайджанской семьи с дворянскими корнями, родилась в Шуше.
Футбольную карьеру Бахрамов начал в 1940 году. Выступал за местный детский клуб «Спартак». Затем перешёл в бакинский «Динамо», после — в бакинский «Нефтяник». Выступал лишь на уровне первенства Азербайджанской ССР. Карьера игрока не сложилась. Он получил тяжёлую травму ноги, перенёс операцию.
На судейскую работу Бахрамов перешёл в 1951 году. Обслуживал матчи чемпионата СССР по футболу. В 1961—1962 годах Бахрамов являлся начальником бакинского клуба «Нефтяник». Однако, уже через год возвратился в судейство.
В 1958 году Бахрамов стал футбольным судьёй всесоюзной категории, в 1965 году — футбольным судьёй международной категории. В 1962 году был удостоен звания заслуженного тренера Азербайджанской ССР, в 1966 году — заслуженного деятеля физической культуры и спорта Азербайджанской ССР.
На международной арене дебютировал в 1964 году. В 1966 году судил финальный матч чемпионата мира в Англии в качестве линейного судьи и матч между сборными Испании и Швейцарии в группе 2 в качестве основного арбитра. Чтобы попасть на чемпионат мира 1966 года, Бахрамову оказалось достаточным отсудить всего два международных матча.
Помимо финала чемпионата мира 1966 года, Бахрамов судил и чемпионат мира 1970 года, включая матч между сборными Перу и Марокко в группе 4 в качестве основного арбитра. На двух чемпионатах он отсудил два матча в качестве главного судьи и шесть в роли линейного, в том числе и ещё один легендарный матч — полуфинал чемпионата мира 1970 Бразилия — Уругвай.
Бахрамов — первый советский судья, судивший финалы еврокубков. 3 мая 1972 года он судил первый финальный матч Кубка УЕФА между английскими Тоттенхэм Хотспур" и «Вулверхэмптон Уондерерс». Высшим его достижением стала работа на Межконтинентальном кубке. В 1972 году обслуживал матч между аргентинским «Индепендьенте» и голландским «Аяксом».
С 1971 года Бахрамов являлся членом Союза журналистов СССР.
С 1974 года являлся заведующим кафедрой физической культуры и спорта Азербайджанского педагогического института русского языка и литературы им. М. Ф. Ахундова. В последние годы жизни работал на должности генерального секретаря АФФА.
В 1992 году в ходе визита в Баку экс-премьер Великобритании Маргарет Тэтчер специально запросила встретиться с Тофиком Бахрамовым. По её словам, она и её соотечественники помнят мужественное и справедливое действие Бахрамова. Также Тэтчер сказала, что её визит не был бы полным без встречи с Бахрамовым.
Скончался 26 марта 1993 года в городе Баку. Похоронен на II Аллее почётного захоронения.

### Финал чемпионата мира 1966 года
Бахрамов был боковым судьёй финального матча чемпионата мира 1966 года между сборными Англии и ФРГ. Основное время закончились ничьей — 2:2. В дополнительное время после одного из ударов англичанина Херста мяч ударился в перекладину ворот, а затем от линии ворот отлетел в поле. Споры, о том, пересёк ли мяч линию ворот, не утихают до сих пор. В тот момент, когда мяч отскочил от перекладины, английские футболисты радостно вскинули руки. Главный судья Динст остановил игру и, пробиваясь сквозь немецких футболистов, бросился к Бахрамову. Он кивнул головой: гол был. Его окружили немцы, протестуя против такого решения, но Бахрамов остался непреклонным. Игра продолжилась, и незадолго до свистка, сигнализировавшего истечение дополнительного времени, Херст забил свой третий за эту игру мяч (первый хет-трик в финалах чемпионатов мира по футболу). Матч завершился со счётом 4:2 в пользу Англии.
На приёме после матча капитан же сборной ФРГ Уве Зеелер подошёл к Бахрамову и попросил принять его извинения, признав, что был не прав, оспаривая взятие ворот. Зеелер заявил, что вместе с товарищами по сборной посмотрел повторы и пришёл к выводу, что гол был засчитан по правилам. Джордж Скенлан, переводчик, рассказал в интервью, что на его вопрос был ли гол, Бахрамов сначала говорил «Был гол, был», а потом не выдержал и признался: «Да что я мог там разглядеть!».
До того памятного матча во всех предыдущих финалах символическим Золотым свистком награждались только главные судьи. А в 1966 году все судьи финального матча (то есть и линейные) были награждены золотыми свистками. А Тофик Бахрамов получил ещё и копию «золотой богини» из рук королевы Великобритании.
Позднее Бахрамов признался в своих мемуарах, что он посчитал, что мяч отскочил вниз не от перекладины, а от сетки ворот, а сам момент касания мячом линии ворот он не видел, но это и не имело значения в случае отскока от сетки. По словам сына Бахрамова, его отец всегда утверждал, что принял тогда правильное решение.
В 1996 году Ян Рид и Эндрю Зиссерман из инженерного отдела Оксфордского университета провели исследование на этот счёт, используя две видеозаписи с разных точек обзора, по результатам которого пришли к выводу, что мяч, по консервативной оценке, не пересекал полностью линию ворот, и до гола этот удар отделяло 6 см. При этом авторы отмечали, что вопрос сложный из-за отсутствия доступной калибровки, так как, во-первых внутренняя калибровка камер неизвестна и вполне может изменяться во время последовательности, во-вторых, движение камер неизвестно, а относительная ориентация (между стереопарами) меняется, и, в-третьих, на многих кадрах последовательности доступно несколько функций вне плоскости земли, кроме движущихся объектов — игроков и мяча. В 2016 году, используя статистические данные Opta, сенсорный экран SkyPad и виртуальную реальность от EA Sports, Джейми Каррагер из Sportsmail и Эд Чемберлен из Sky проанализировали момент удара и пришли к выводу, что мяч действительно полностью пересекал линию ворот.
6 июня 2011 года участники финала Джеффри Херст и Ханс Тильковски спустя 45 лет вновь встретились, теперь уже в Баку, прибыв для участия на торжествах по случаю 100-летия азербайджанского футбола. Они возложили цветы к памятнику Тофика Бахрамова.

## Семья
Был женат, сын Бахрам — предприниматель, дочь Гюльнара — учитель в средней школе в Баку.

## Память
- Имя Тофика Бахрамова носит Республиканский стадион в Баку.
- Бахрамов стал одним из героев мини-фильма, посвящённого чемпионату мира-2006. Для съёмок этой части фильма в Баку прибыла телегруппа из Германии, которая провела беседы с семьёй Бахрамова, а также сделала несколько кадров Республиканского стадиона, главной арены Азербайджана, носящей имя известного судьи.
- Тофик Бахрамов стал героем мультфильма, снятого к ЧМ-2006.

### Памятник
Памятник Бахрамову стоит в Баку перед Республиканским стадионом, с середины 1990-х носящим его имя. Открытие состоялось 14 октября 2004 года в преддверии матча между сборными Азербайджана и Англии в рамках отборочного цикла чемпионата мира. Главным действующим лицом в торжественной церемонии открытия памятника был сэр Джефф Херст. Участие в церемонии приняли также президент ФИФА Йозеф Блаттер, член исполкома ФИФА Мишель Платини и другие.
Выступая перед гостями, Блаттер сказал:
Я очень рад находиться здесь в Баку и принимать участие в открытии памятника великому человеку, в честь которого назван этот стадион. Честно говоря, мне еще никогда не приходилась участвовать на открытии стадиона, носящего имя линейного судьи. Я благодарю всех жителей Баку, именно вы создали такую гостеприимную атмосферу.

### Почтовая марка
29 января 2025 года по инициативе АФФА были выпущены юбилейные почтовые марки, посвящённые 100-летию Тофика Бахрамова. Этот новый филателистический выпуск, подготовленный ООО «Азерпочт», представлен в виде блока из трёх марок. На марках изображены портрет Тофика Бахрамова и фотографии из его судейской карьеры.
- Могила Тофика Бахрамова на II Аллее почётного захоронения в Баку
- Тофик Бахрамов на почтовом блоке Азербайджана, посвящённом чемпионату мира 1998 года
- Памятник Тофику Бахрамову в Баку
- Почтовые марки, выпущенные в честь 100-летия Тофика Бахрамова